# Pilous
Pilous (Sitophilus) je rod brouků z čeledi nosatcovití. Patří do něj škůdci potravin.

## Druhy
- Sitophilus cribrosus
- Sitophilus granarius – pilous černý
- Sitophilus linearis
- Sitophilus oryzae – pilous rýžový
- Sitophilus rugicollis
- Sitophilus rugosulus
- Sitophilus zeamais – pilous kukuřičný